# Philippe di Beaumanoir
Philippe de Beaumanoir chiamato anche Philippe di Rémi (Piccardia, tra il 1252 e il 1254 – 7 giugno 1296) è stato un giurista francese.
È considerato come uno dei più grandi giuristi del diritto consuetudinario medievale francese. Fu l'autore del Coutumes de Beauvaisis.

## Biografia

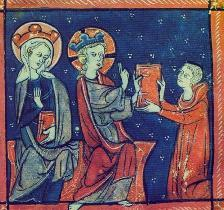
Philippe de Beaumanoir rimette simbolicamente la sua opera finita nelle mani di Cristo e della Vergine.

Era il figlio cadetto di Philippe di Remy, signore di Beaumanoir con cui fu per lungo tempo confuso. Non possedette la signoria di Beaumanoir, ma è ricordato con ilo nome di Philippe di Beaumanoir. Fu balivo a Senlis (1273), a Clermont (nel Beauvaisis) (1280), a Tours (1292) e nel Vermandois, e godette della fiducia del re di Francia Luigi IX e del di lui figlio figlio Roberto di Clermont, conte di Clermont.
Scrisse nel 1283, accompagnato da commento, i Coutumes de Beauvaisis che, secondo il Dictionnaire Bouillet, è il monumento più prezioso dell'antico diritto consuetudinario francese. L'opera fu pubblicata per la prima volta nel 1690 da Gaspard Thaumas de La Thaumassière, poi curato con molta più cura dal conte Auguste-Arthur Beugnot nel 1842. Le consuetudini sono un corpus di diritto prodotto dalle decisioni dei tribunali di baliaggio per la regione del Beauvaisis, territorio del conte di Clermont-en-Beauvaisis Roberto.
Montesquieu considerò Beaumanoir come «il lume del suo tempo».